# نشان لیاقت میهن‌پرستی
نشان"لیاقت میهن پرستی" یک نشان دولتی فدراسیون روسیه است. این نشان در ۲ مارس ۱۹۹۴ با فرمان ریاست جمهوری ۴۴۲ تأسیس شد. تا زمان برقراری مجدد نشان سنت آندرو در سال ۱۹۹۸، این بالاترین نشان فدراسیون روسیه بود. وضعیت این نشان در ۶ ژانویه ۱۹۹۹ با فرمان ریاست جمهوری ۱۹ و دوباره در ۷ سپتامبر ۲۰۱۰ با فرمان ریاست جمهوری ۱۰۹۹ احیا شد.

## اساسنامه
نشان «لیاقت میهن پرستی» یک نشان مختلط غیرنظامی و نظامی است که در چهار کلاس ایجاد شده‌است. این جایزه به خاطر کمکهای چشمگیر به ایالت‌های مرتبط با توسعه دولت داری روسیه، پیشرفت در کار، صلح، دوستی و همکاری بین ملتها یا برای کمکهای چشمگیر در دفاع از میهن، اهدا می‌شود.
بالاترین از چهار کلاس کلاس نشان ۱ است که کمترین آن کلاس نشان چهارم است. این کلاسها به صورت متوالی از ۴ تا کلاس ۱ اهدا می‌شوند. اشخاصی که درجه کلاس خدمات پدری چهارم را دریافت کرده بودند، حتماً باید قبلاً یکی دیگر از مقامات فدراسیون روسیه و نشان سفارش برای خدمات به کلاس پدری اول را دریافت کنند. برای خدمات ویژه شایسته‌ای به ایالت، دستور خدمات برای کلاس میهن چهارم می‌تواند بدون دریافت نشان قبلی نشان سفارش برای خدمات به کلاس پدری اول، در صورتی که قبلاً عنوان " قهرمان فدراسیون روسیه " اعطا شده بود، اهدا شود. " قهرمان اتحاد جماهیر شوروی» یا" قهرمان کار سوسیالیستی "، و همچنین در صورتی که قبلاً نشان سنت جورج را دریافت کرده بود، به نشان الکساندر نوسکی، نشان سوووروف، نشان اوشاکوف، نشان ژوکوف، نشان از کوتوزوف، نشان ناخیموف، نشان شجاعت، یا به آنها افتخاری از فدراسیون روسیه اعطا شد. در موارد استثنایی، رئیس جمهور فدراسیون روسیه ممکن است تصمیم به اعطای دستورالعمل خدمات به میهن به افرادی که قبلاً جوایز دولتی فدراسیون روسیه را نگرفته بودند، بدهد.
سربازان برای تمایز در جنگ، نشان «لیاقت میهن پرستی» و شمشیر دریافت می‌کنند. اگرچه قبلاً به مقامات و روسای دولت‌های خارجی مانند ژاک شیراک، رئیس‌جمهور فرانسه اعطا شده بود، با حکم ۲۰۱۰، این عمل را لغو کرد و شهروندان فدراسیون روسیه را تنها دریافت کننده ممکن کرد.

## توضیحات جایزه
نشان دارای یقه و چهار کلاس است. یقه نشانه بی نظیر رئیس‌جمهور فدراسیون روسیه است. چهار کلاس از نظم به صورت جداگانه با اندازه و نحوه پوشیدن دو علامت اصلی نظم، صلیب و ستاره مشخص می‌شوند.
- صلیب: یک صلیب نقره ای مایل به قرمز یاقوت نشانگر دولت زرق و برق دار فدراسیون روسیه را بر دوش خود قرار داد. برعکس این صلیب یک نشانهای بزرگ است که با شعار "مزایا، افتخار، شکوه" احاطه شده است در مرکز نشانهای بزرگ، سال تأسیس نشان "۱۹۹۴". در قسمت عقب بازوی پایین صلیب، برگهای برگ برگ و شماره سریال نشان است. صلیب برای کلاس نشان ۶۰ میلی‌متر طول دارد و به یک برش قرمز ۱۰۰ میلی‌متر عرض بالای شانه راست می‌چسبد. صلیب کلاسهای دوم و سوم ۵۰ میلی‌متر را اندازه می‌گیرد و برای کلاس دوم بر روی نوار گردن قرمز ۴۵ میلی‌متر پهن پوشیده شده است، نوار کلاس سوم ۲۴ میلی‌متر عرض دارد. صلیب برای کلاس چهارم از ۴۰ میلیمتر اندازه‌گیری می‌کند و از یک پایه پنج ضلعی استاندارد پوشیده از نوار قرمز ۲۴ میلی‌متر عرض آویزان است.[۵]
- ستاره: ستاره ترتیب هشت برج است. ۸۲ میلی‌متر در سراسر و از نقره ای بسیار جلا. در صورت قرار گرفتن در معرض نشانهای بزرگ مدور که دارای نقش برجسته نشان طلا و جواهر فدراسیون روسیه است در مرکز آن قرار دارد. در اطراف نشان، یک باند قرمز با شعار دستور «مزایا، افتخار، شکوه» برعکس دارای شماره سریال نشان است که روی بازوی پایین حک شده‌است.

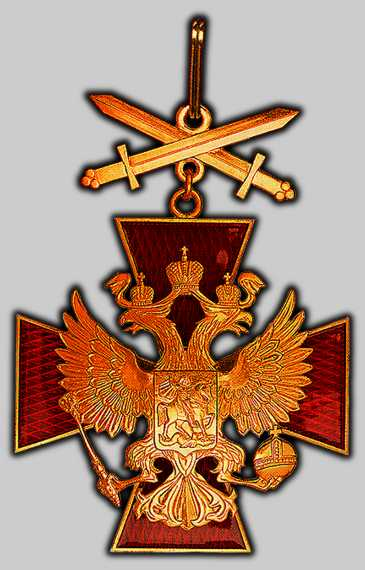
صلیب با شمشیر

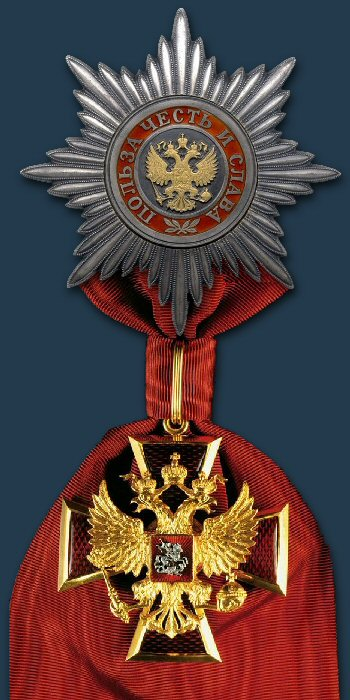
نشان کلاس نخست حمایل نظامی و ستاره
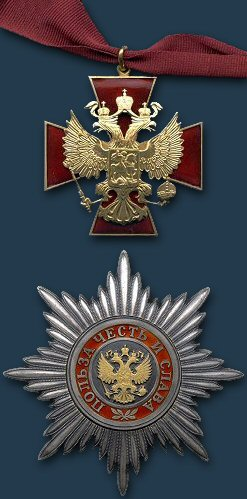
نشان کلاس دوم ستاره و صلیب گردن
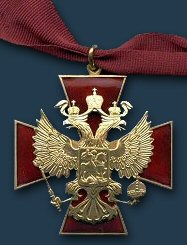
نشان کلاس سوم صلیب گردن
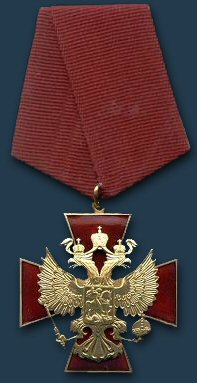
نشان کلاس چهارم
صلیب سینه

## سوارکاران کامل نشان «لیاقت میهن پرستی» (لیست جزئی)
«سوارکار» سفارش شخصی است که به عنوان یک درجه از سفارش، آن را مترادف با «شوالیه» از یک سفارش غربی است. یک «سوارکار کامل» سفارش شخصی است که به‌طور متوالی هر کلاس از آن سفارش را بدست آورده‌است. افراد ذکر شده در زیر از جمله افرادی هستند که مورد تقدیر قرار گرفته‌اند: 

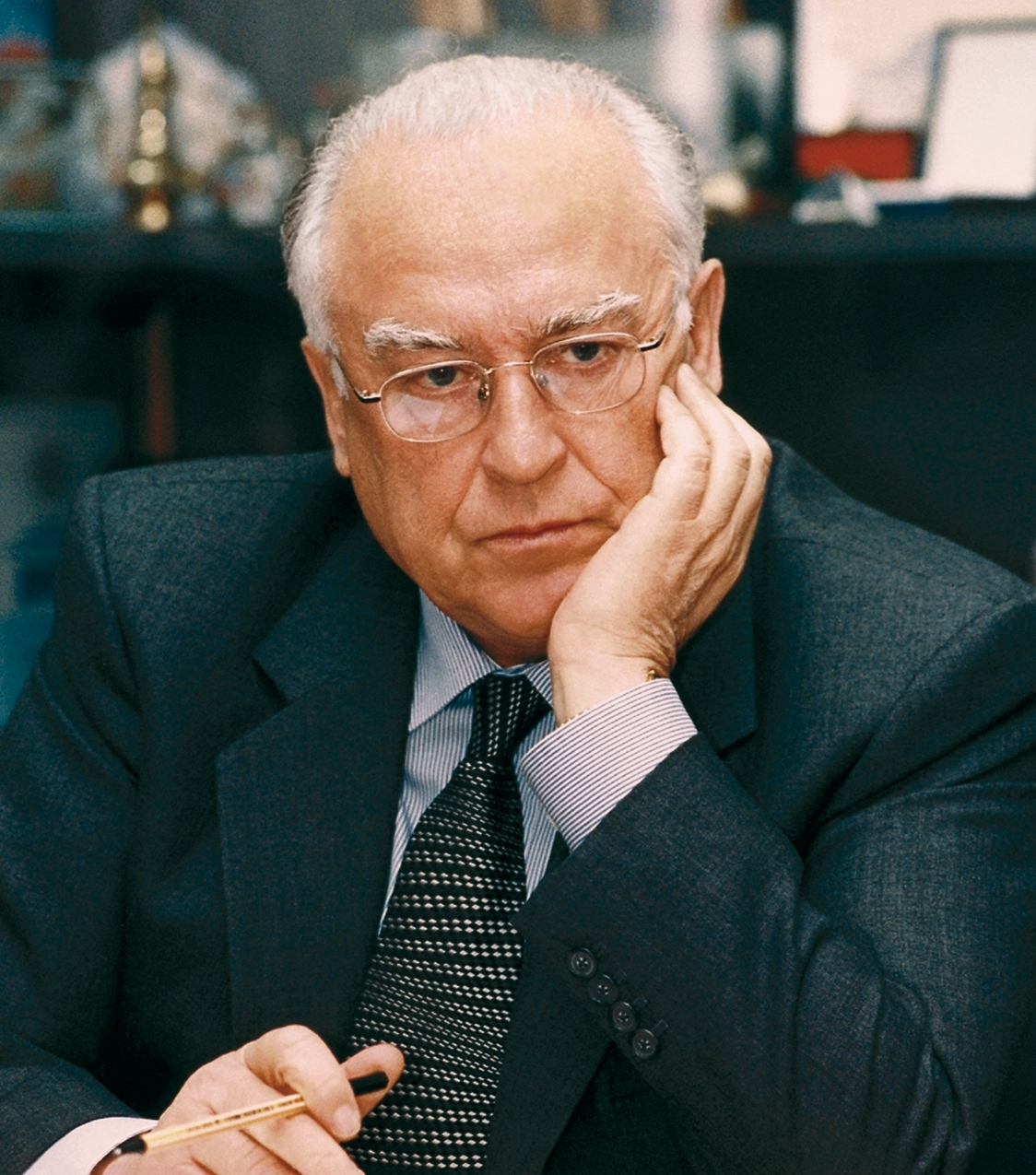
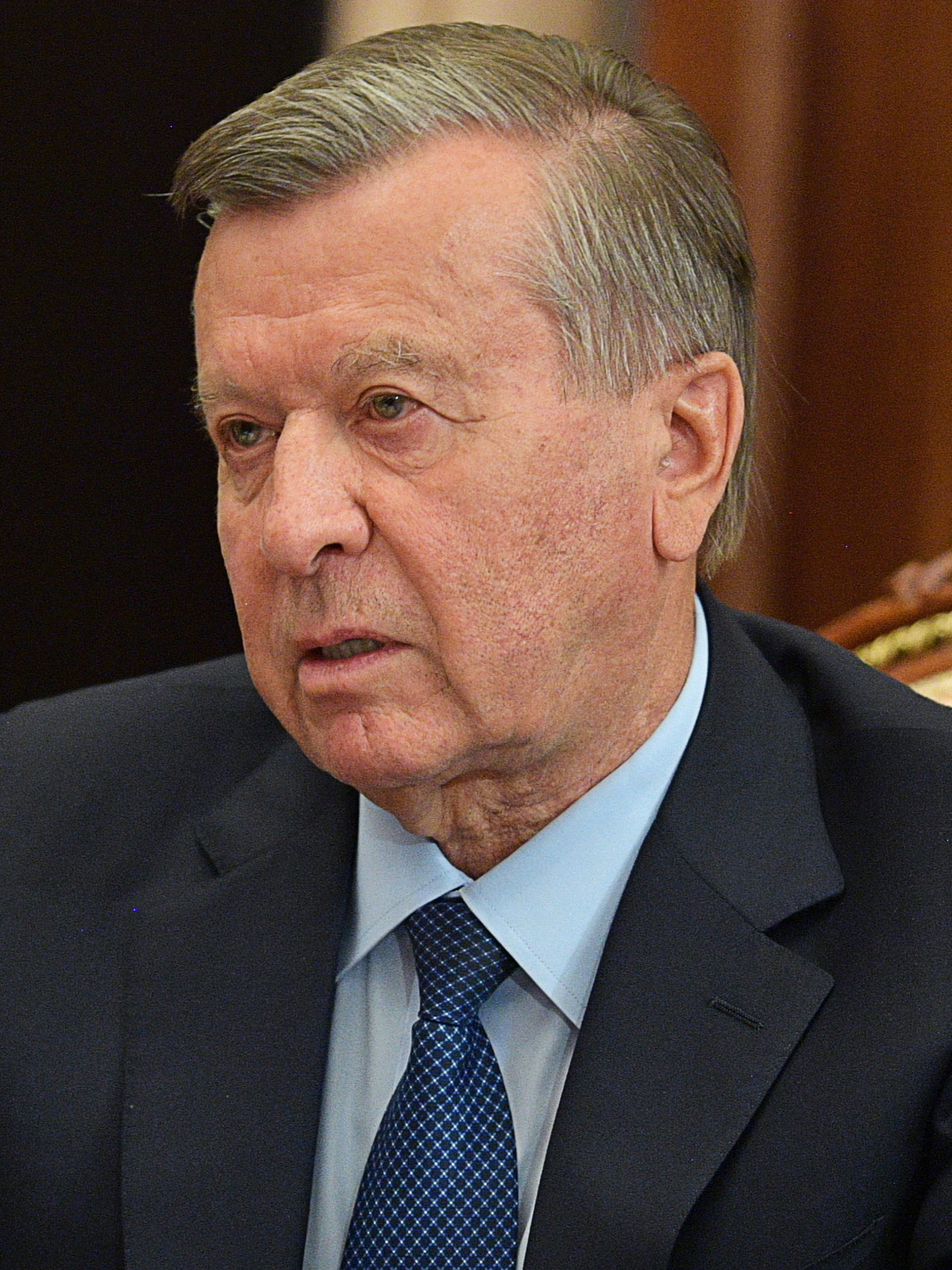
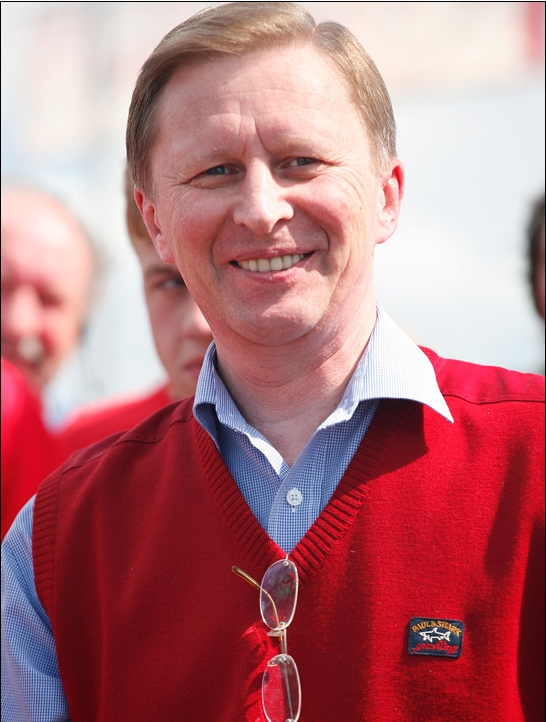
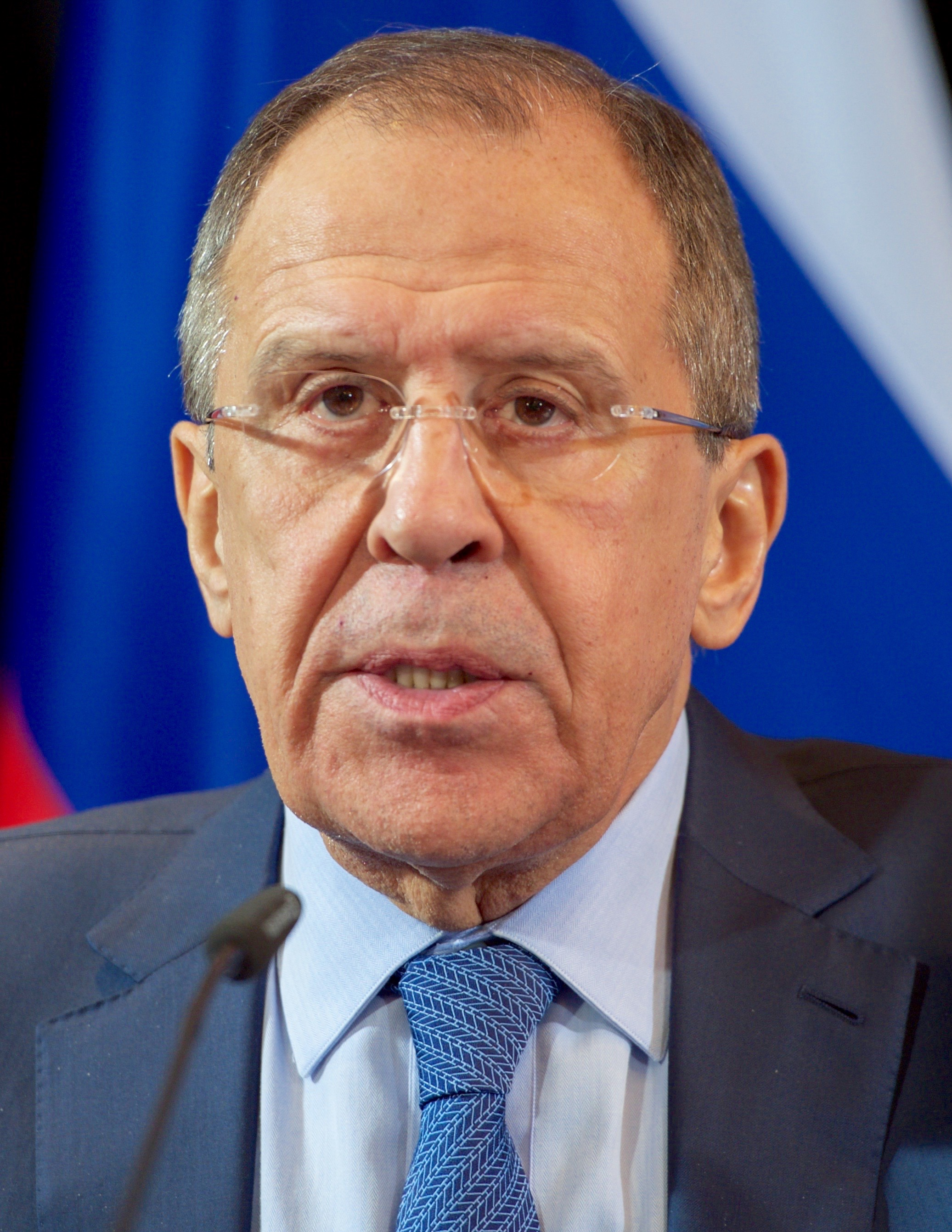
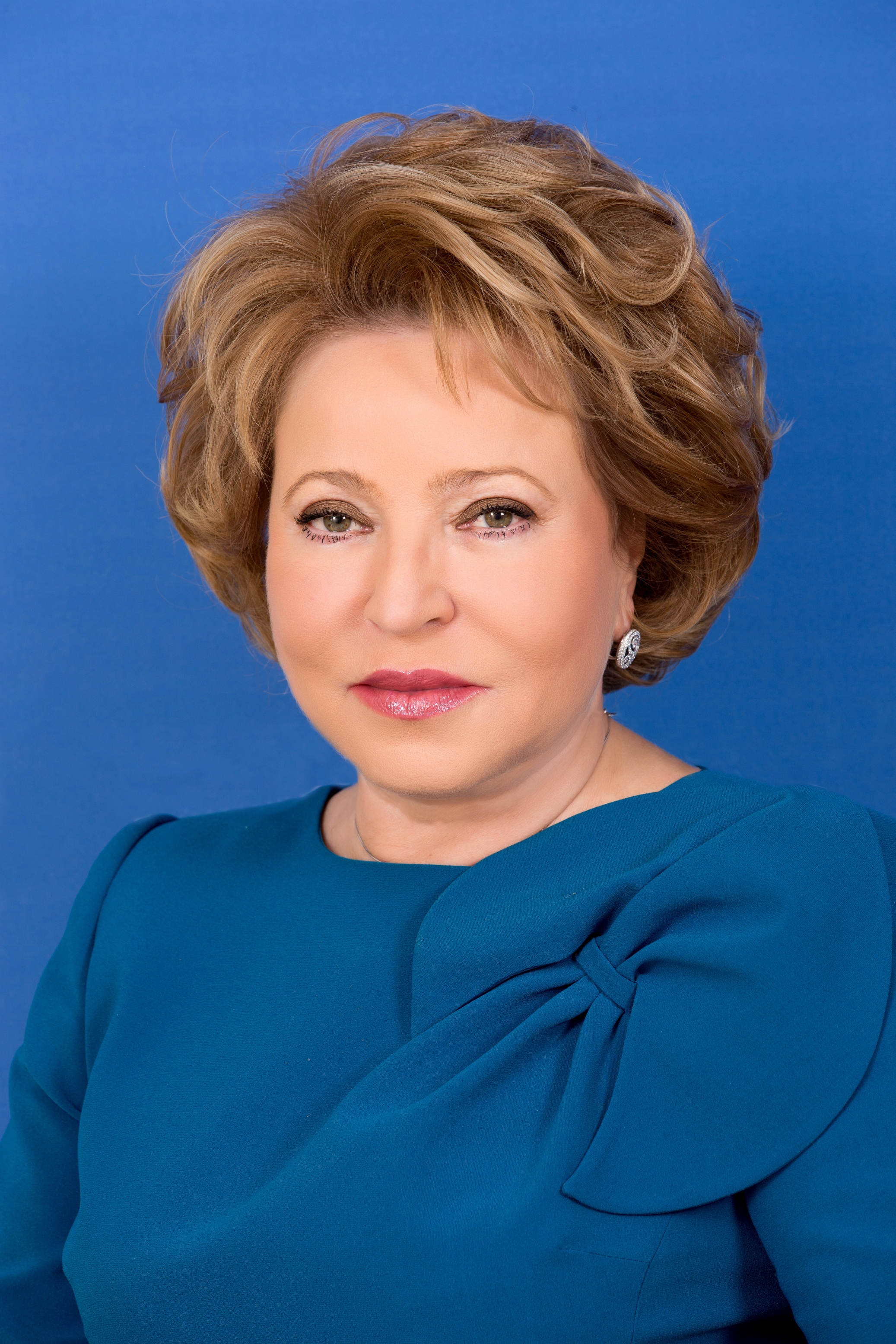
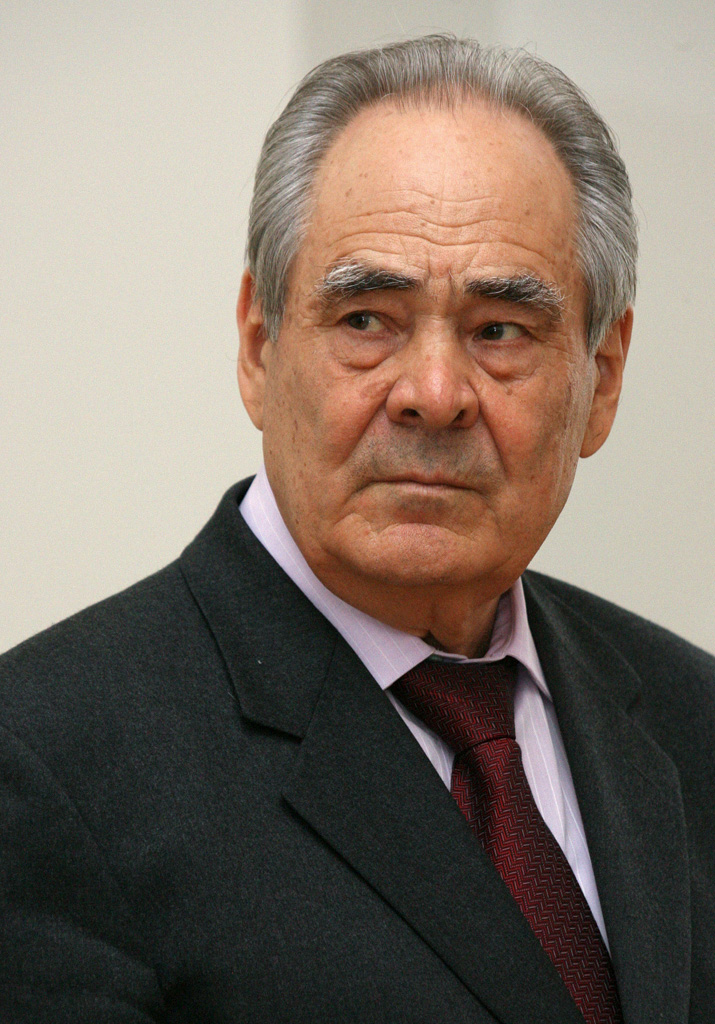
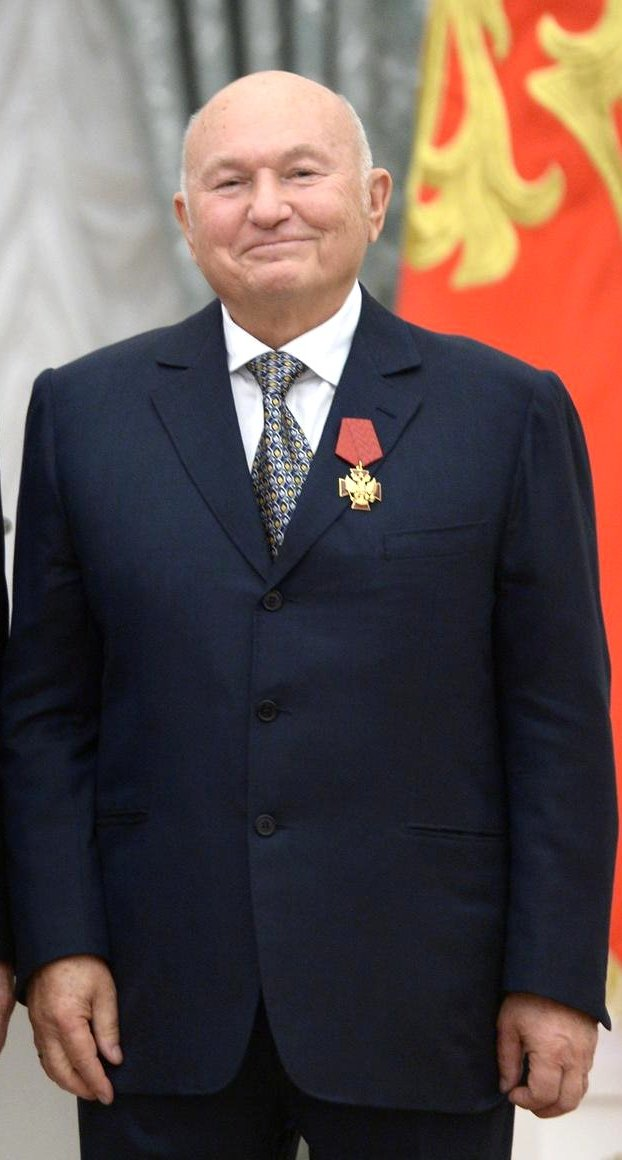
شهردار مسکو (۲۰۱۰–۲۰۱۱) یوری لوژکوف
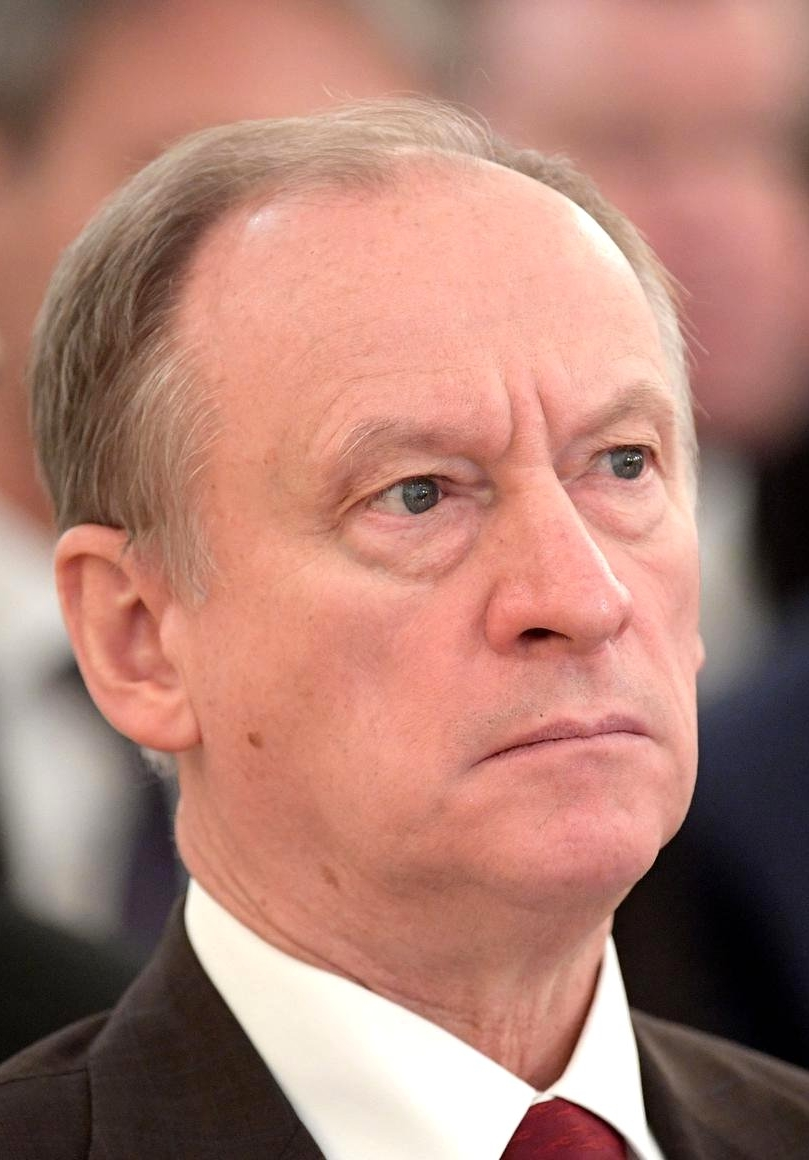
شخصیت سیاسی و امنیتی دولت نیکولای پاتروشف
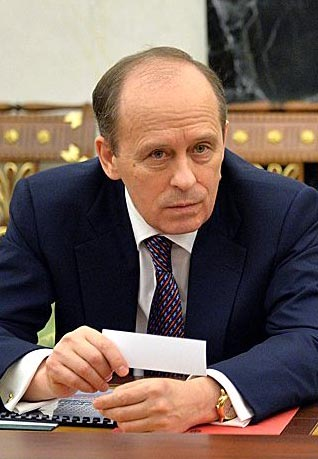
مقام روسی ، الکساندر بورتنیکف
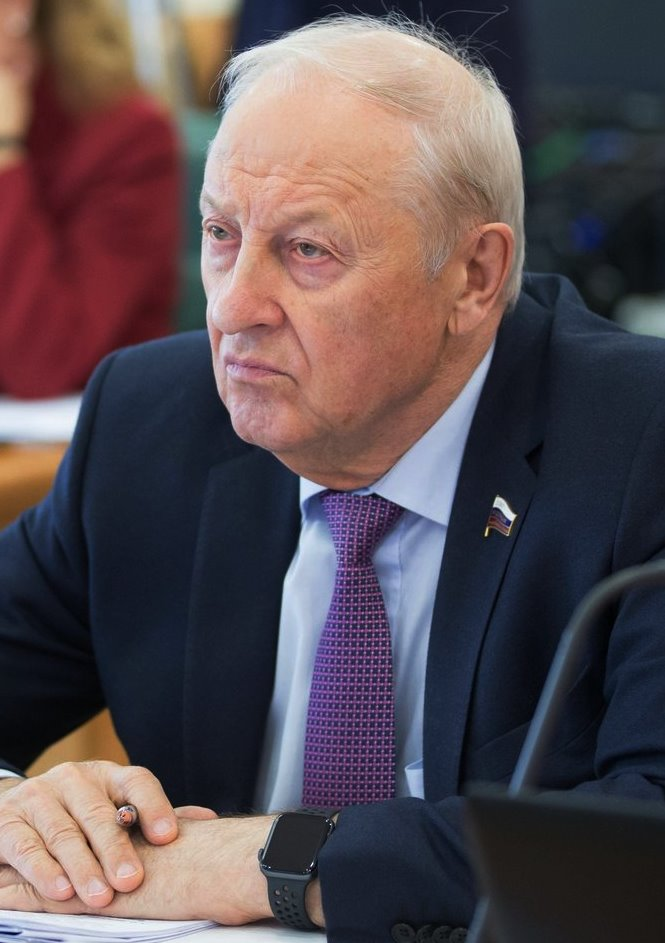
فرماندار پیشین استان سوردلوفسک ادوارد راسل
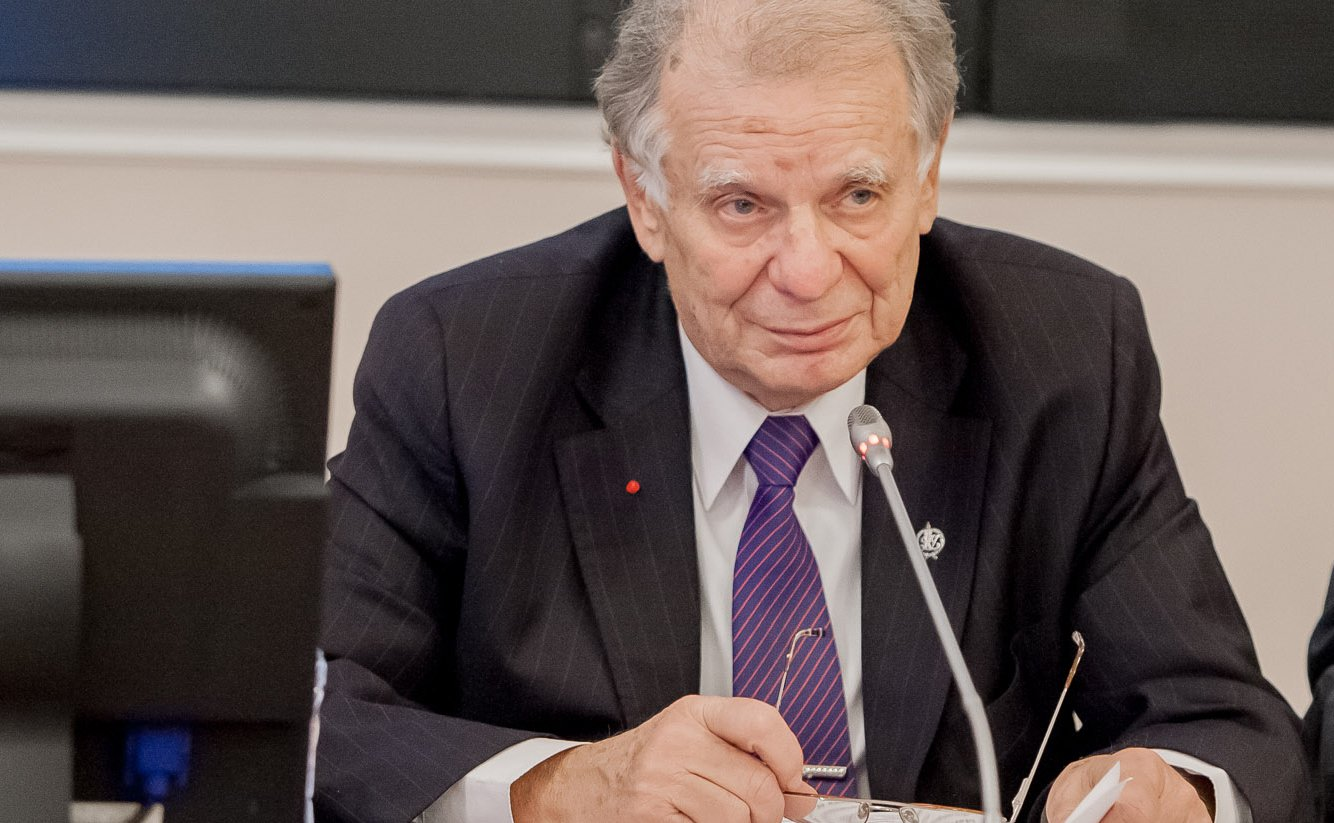
برنده جایزه نوبل ، فیزیکدان و آکادمیک ژورس آلفروف
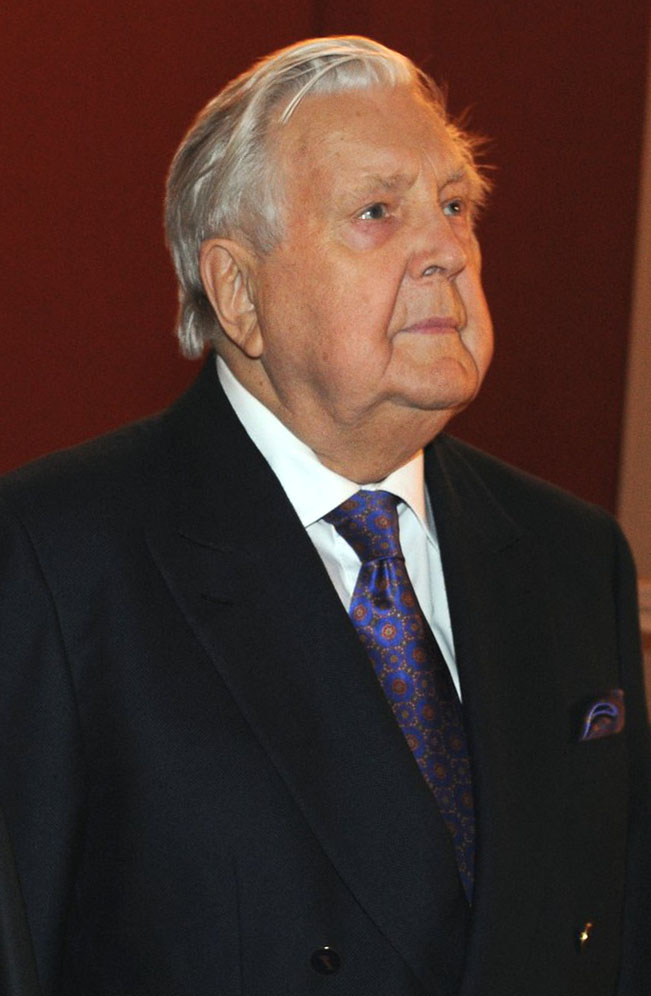
هنرمند ایلیا گلازونف
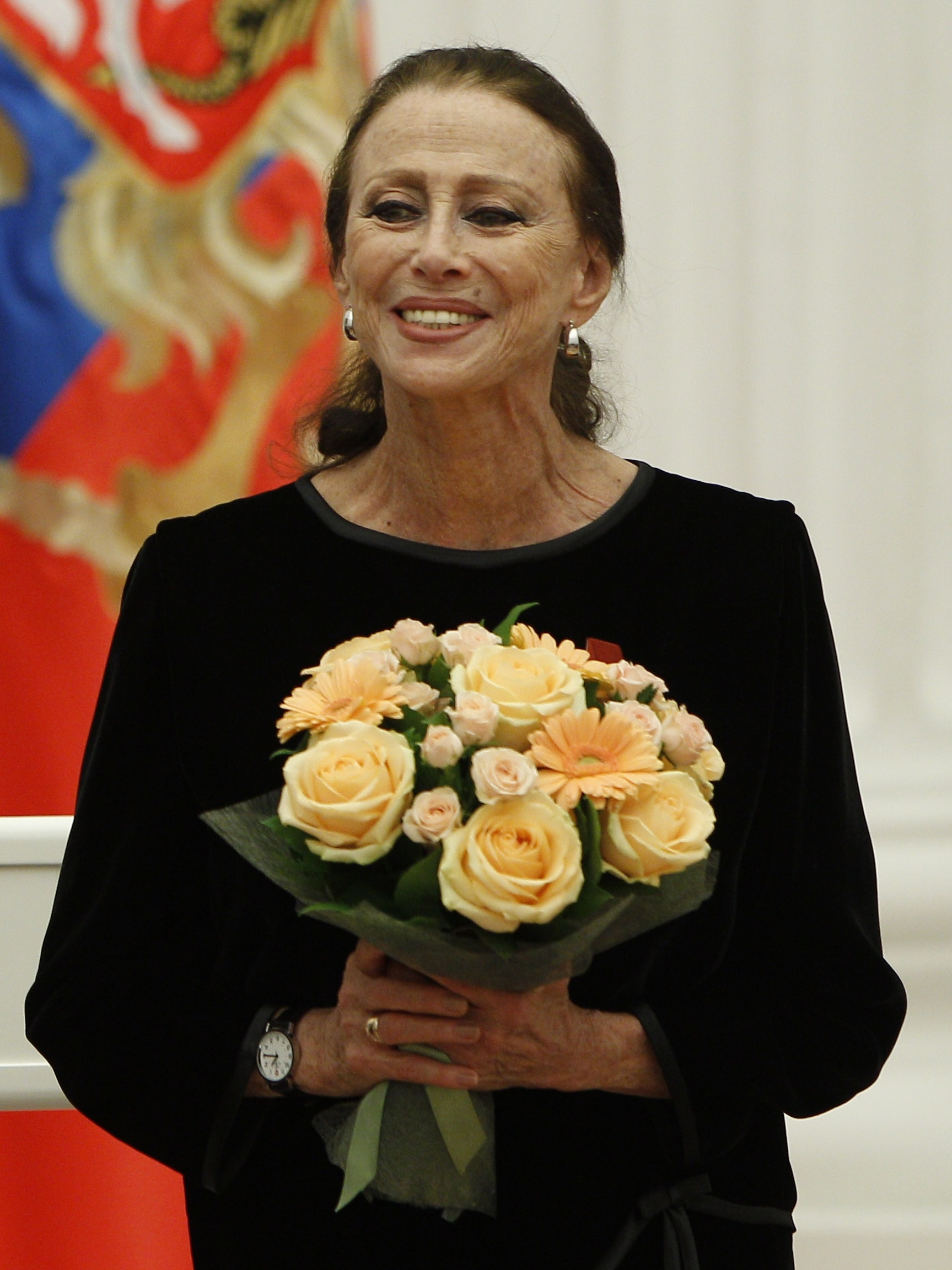
رقصنده باله مایا پلیستکایا
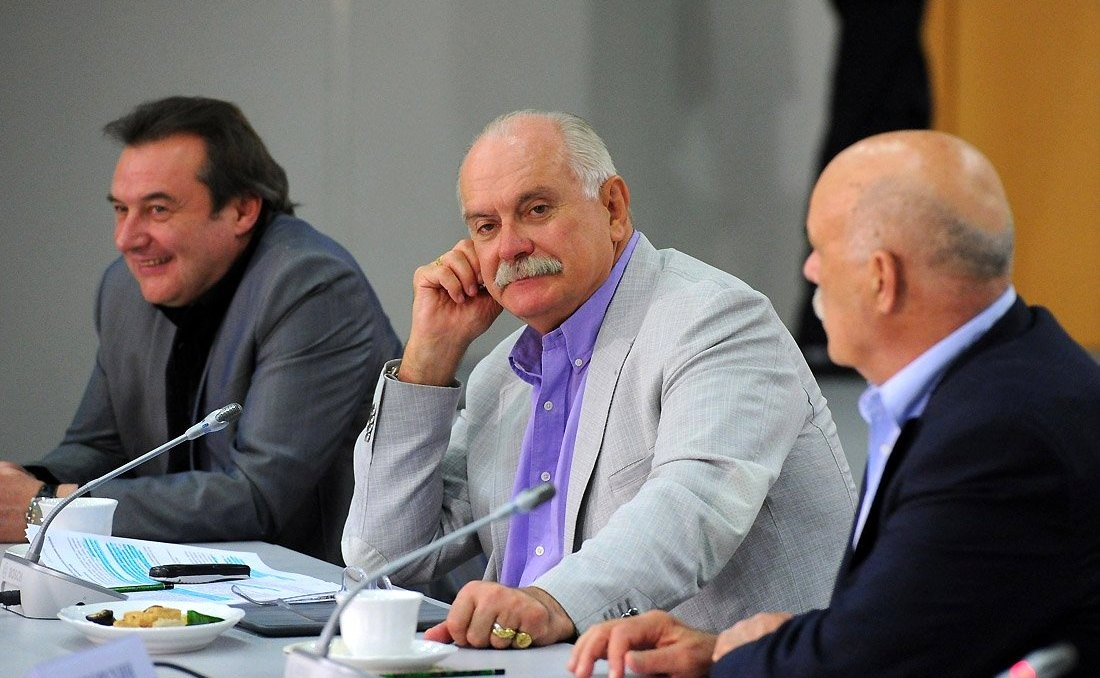
فیلمساز ، بازیگر نیکیتا میخالکوف
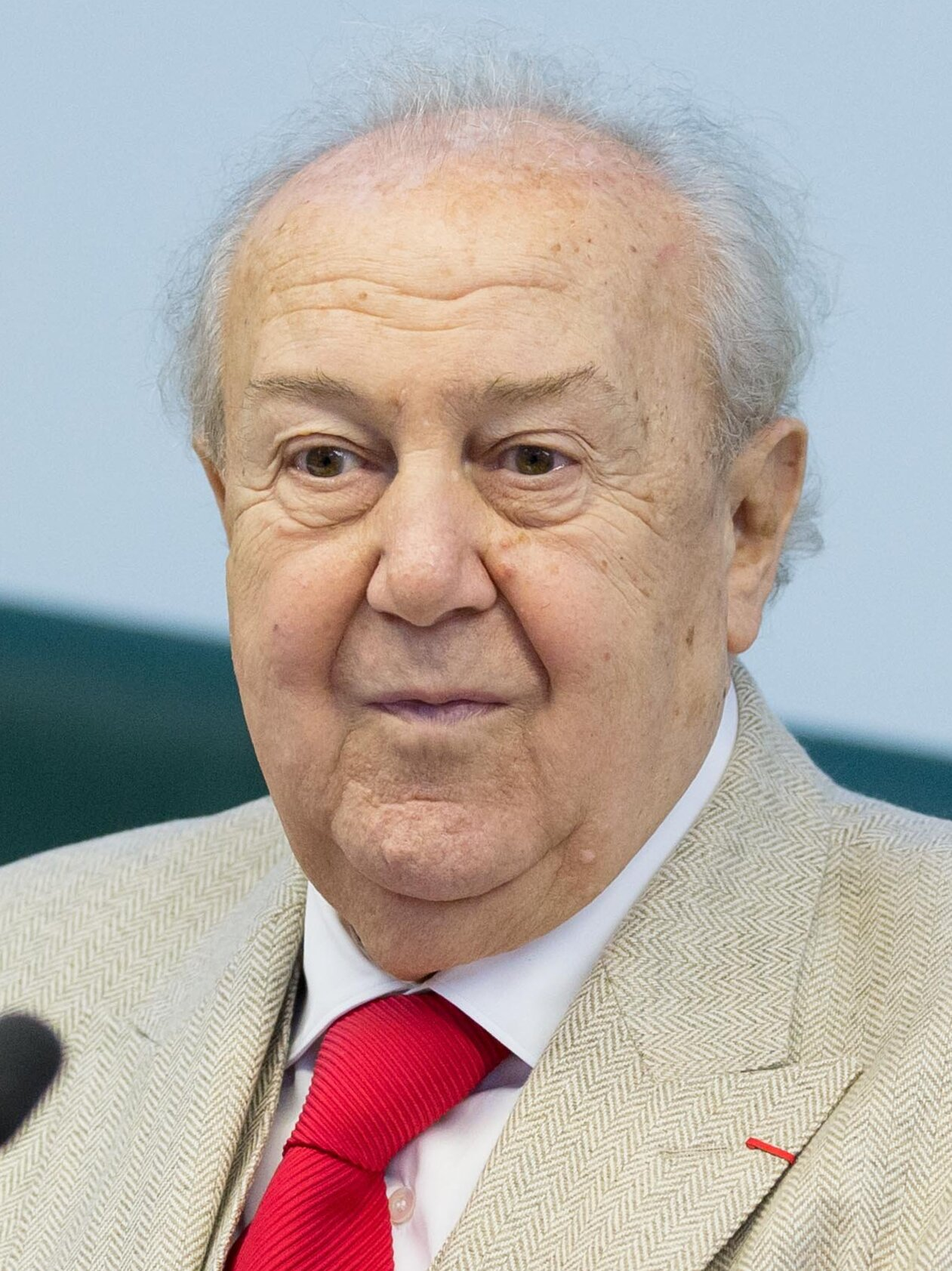
زوراب تسترلی ، نقاش ، مجسمه ساز و معمار گرجی-روسی
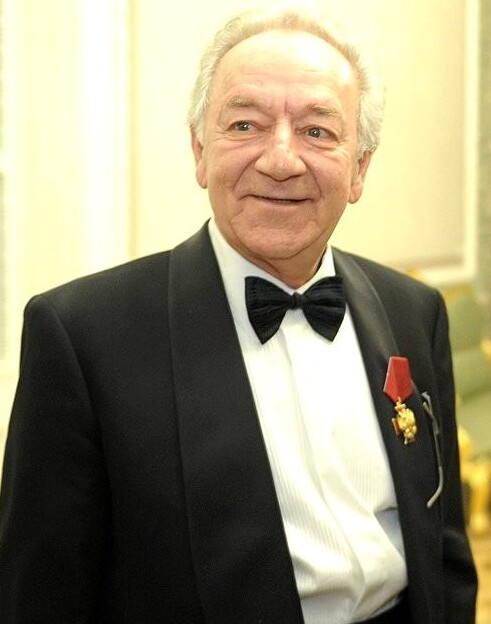
هادی یوری تمیرکانوف
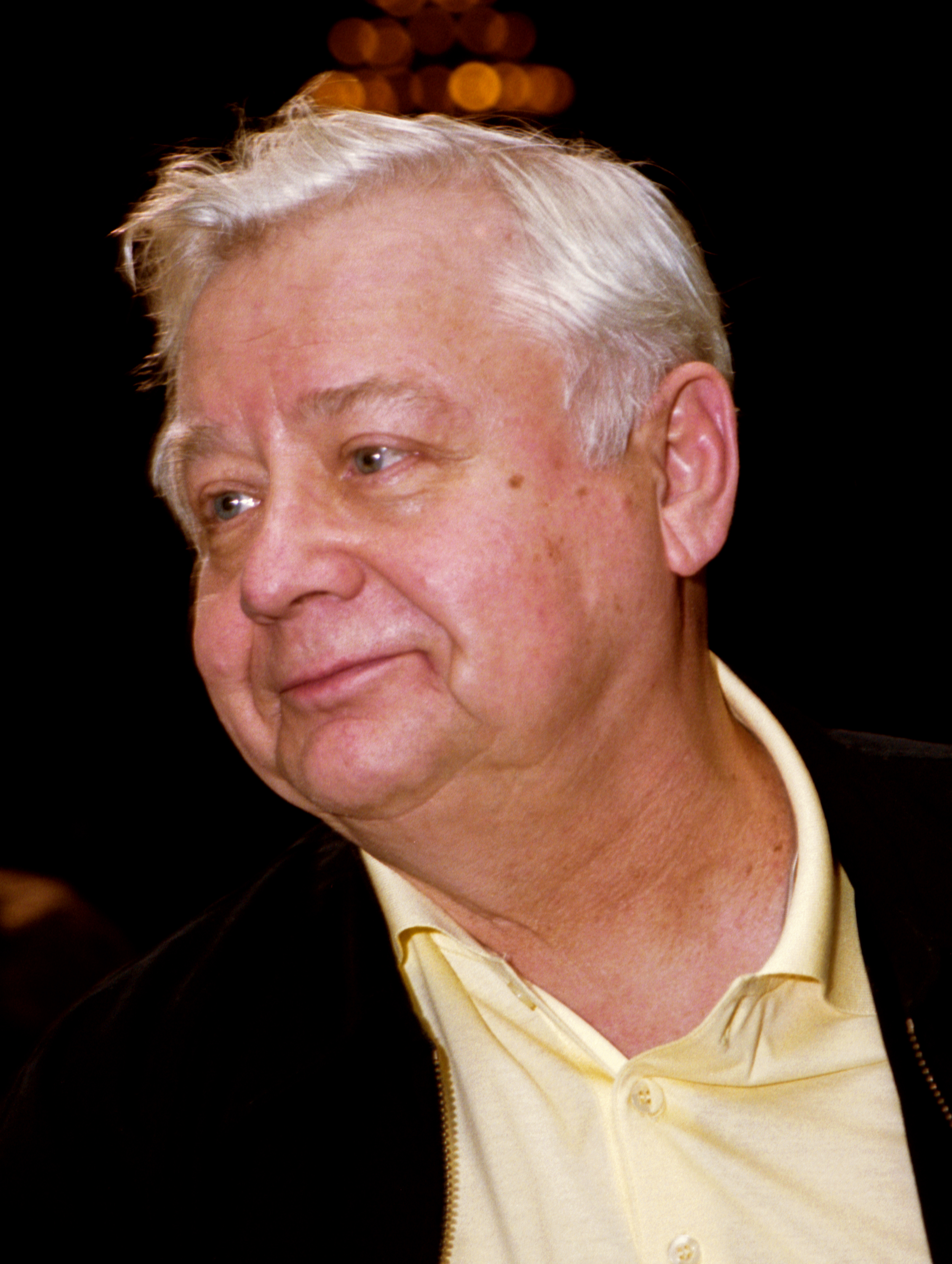
بازیگر اولگ تاباکوف
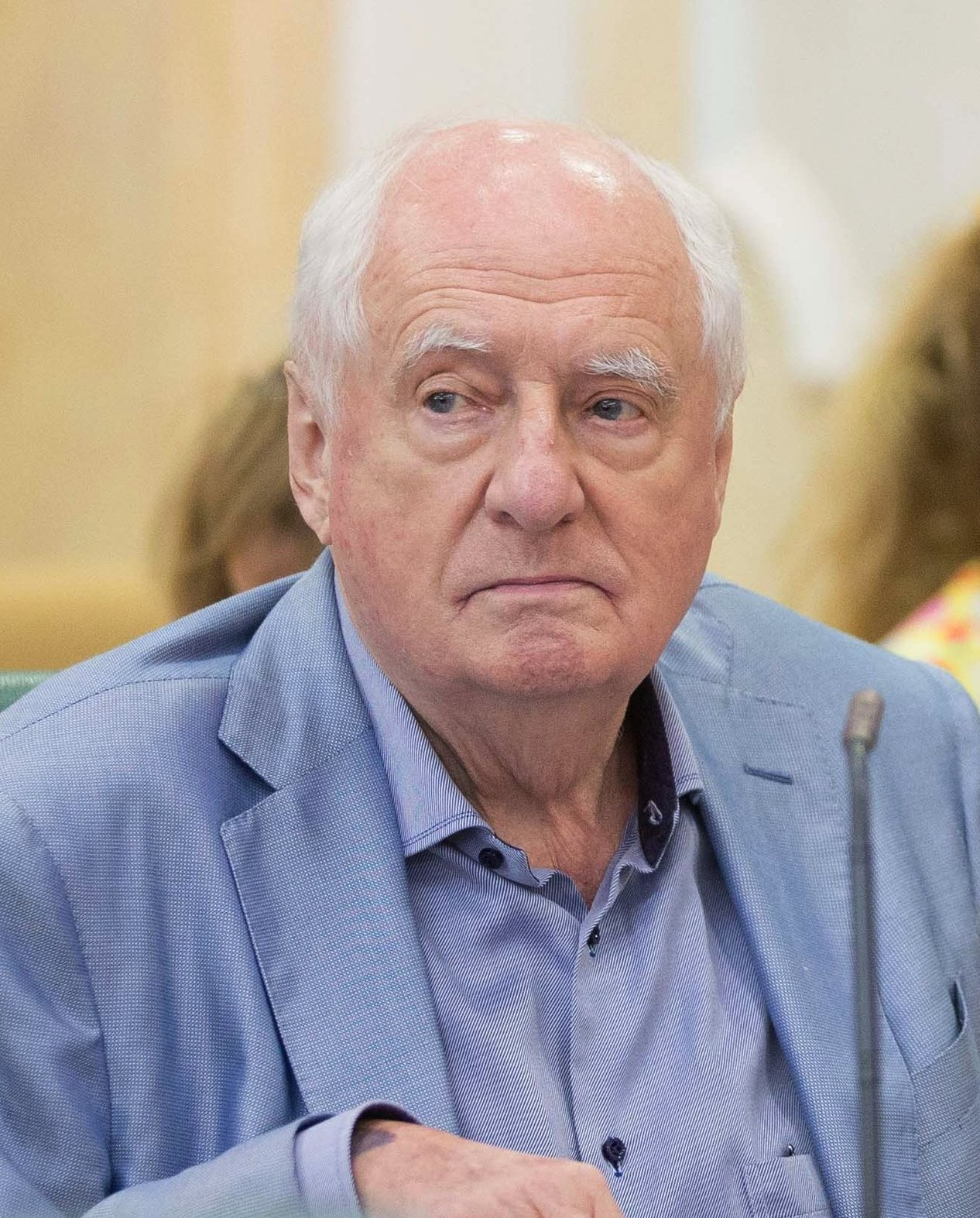
مارک زاخاروف کارگردان تئاتر و فیلم
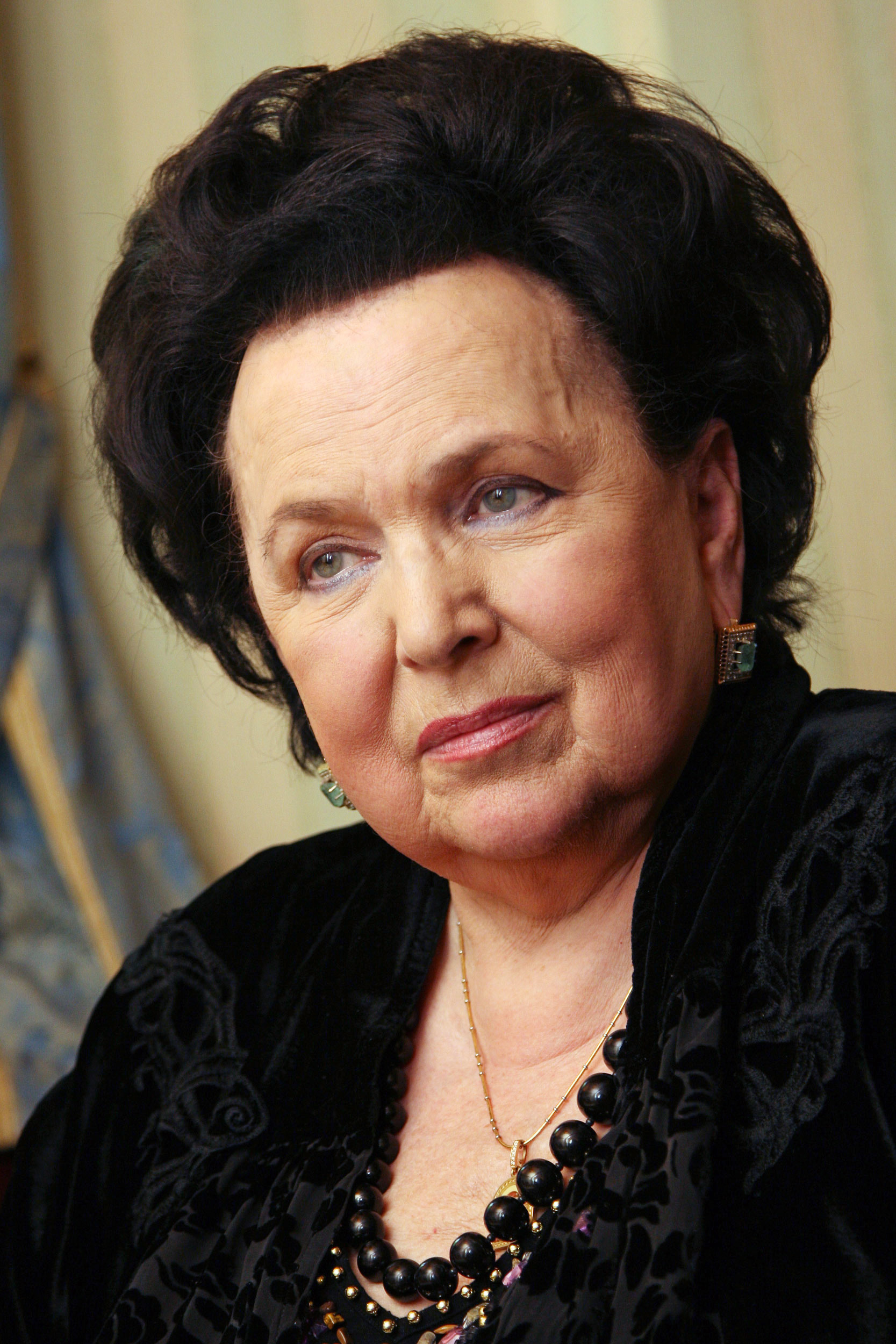
خواننده اپرا سوپرانو گالینا ویشنوفسایا
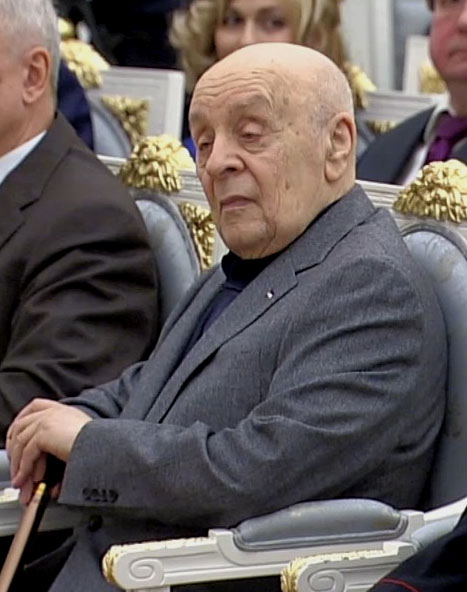
بازیگر لئونید برونوی
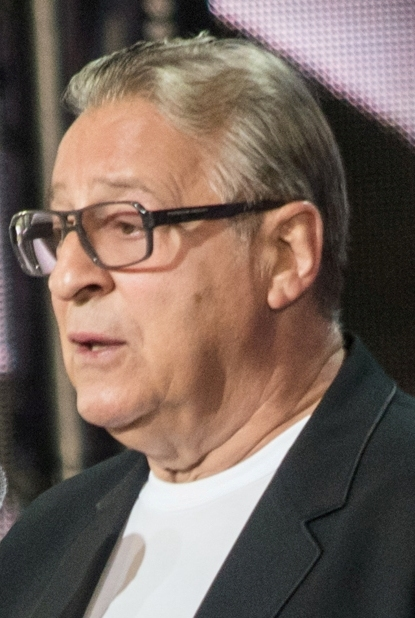
طنز پرداز گنادی خزانوف
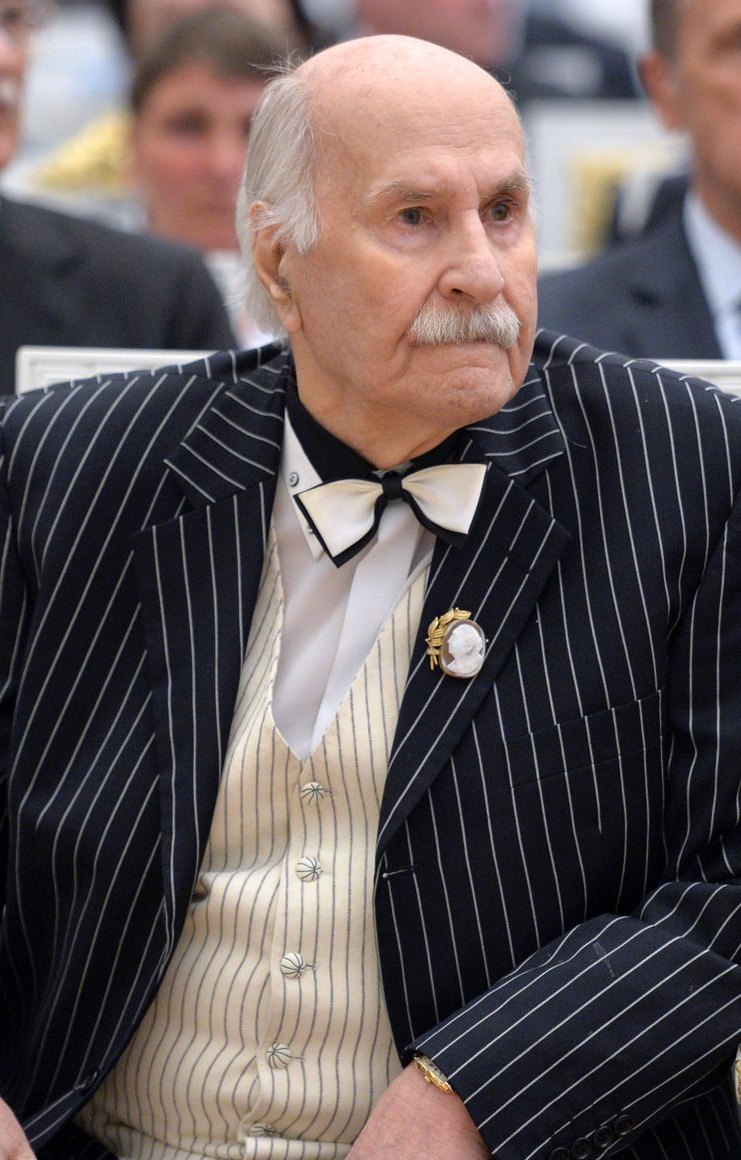
ولادیمیر زلدین بازیگر تئاتر و سینما
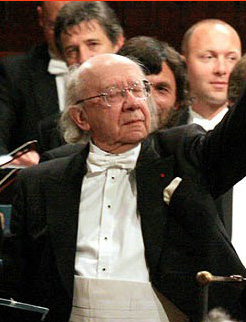
هادی گنادی روزژستونسکی
فیزیکدان اوگنی ولیخوف
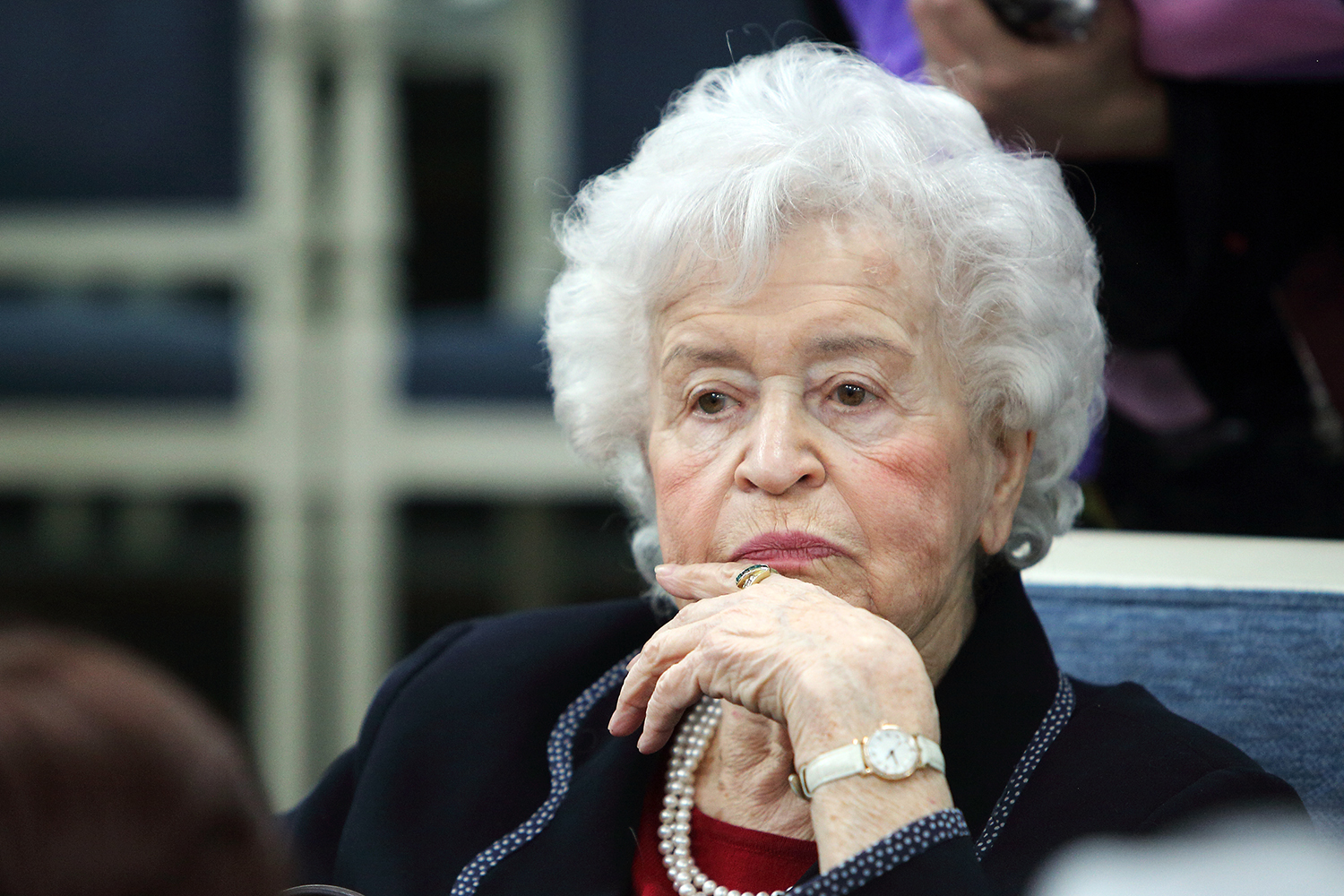
مدیر موزه هنرهای زیبا پوشکین ایرینا آنتونوا
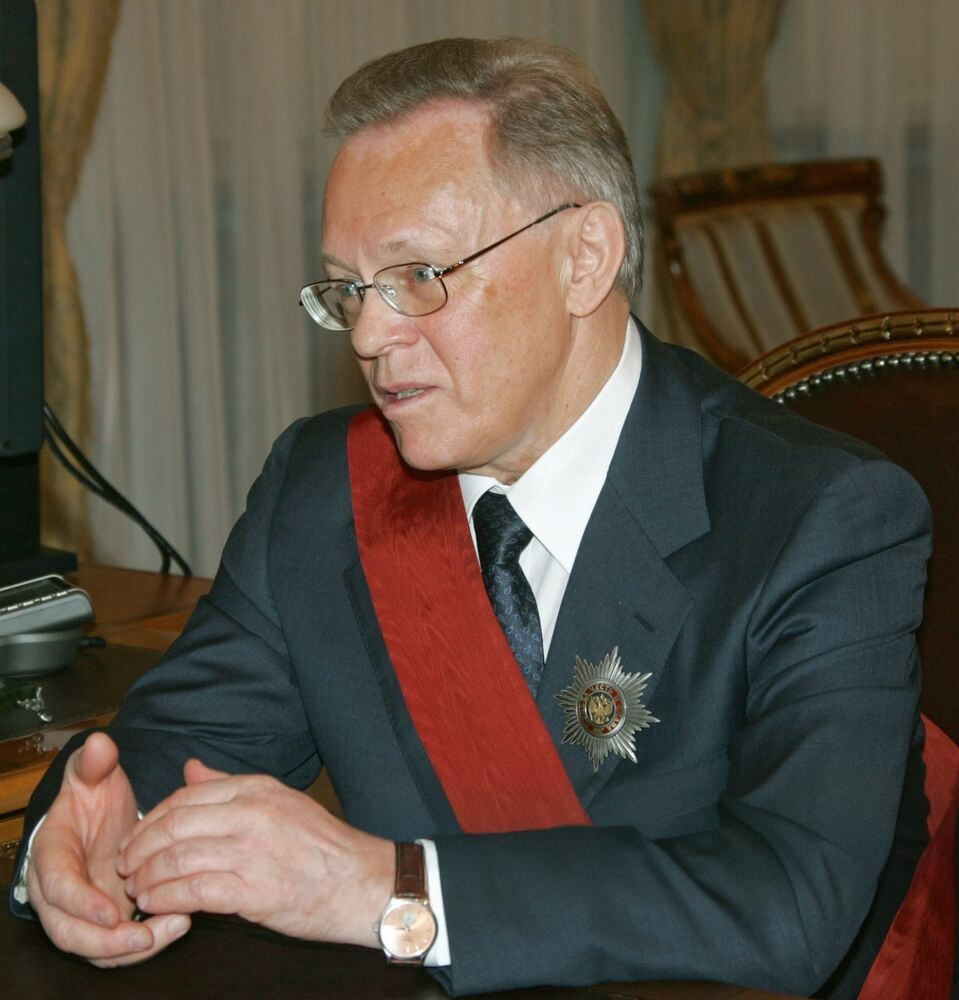
ریاضیدان ، رئیس آکادمی علوم روسیه یوری اوسیپوف
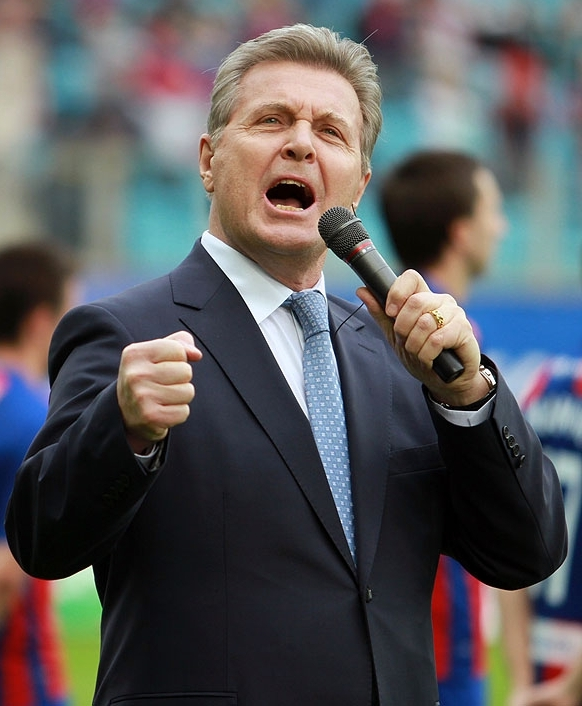
خواننده لو لششنکو
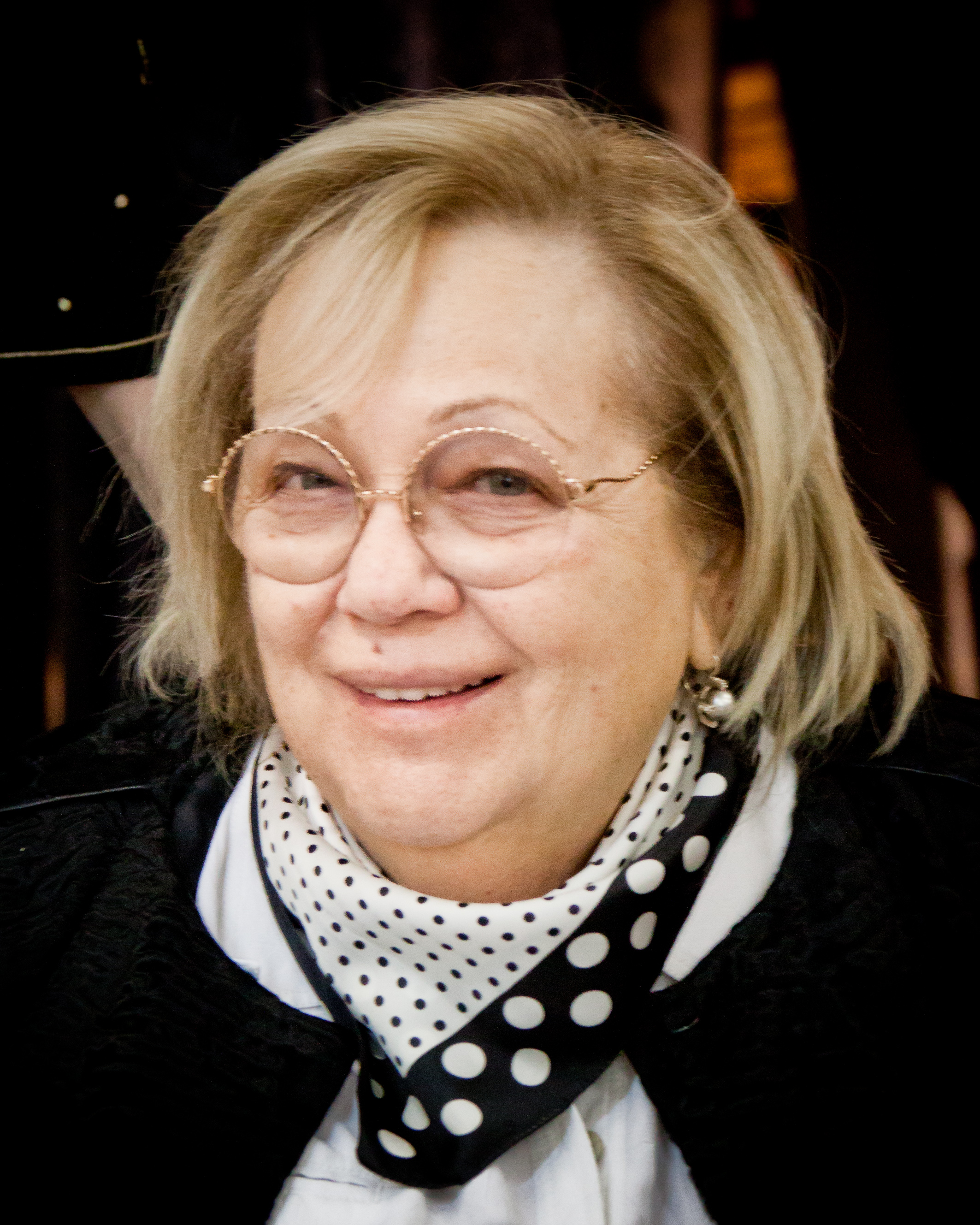
بازیگر و کارگردان تئاتر گالینا ولچک
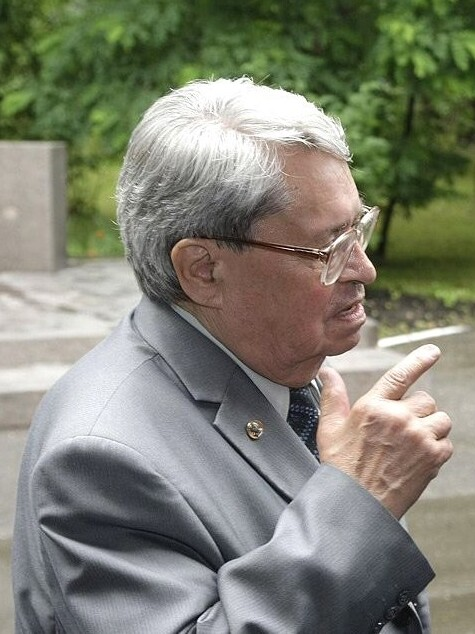
فیزیکدان یوری تروتنوف
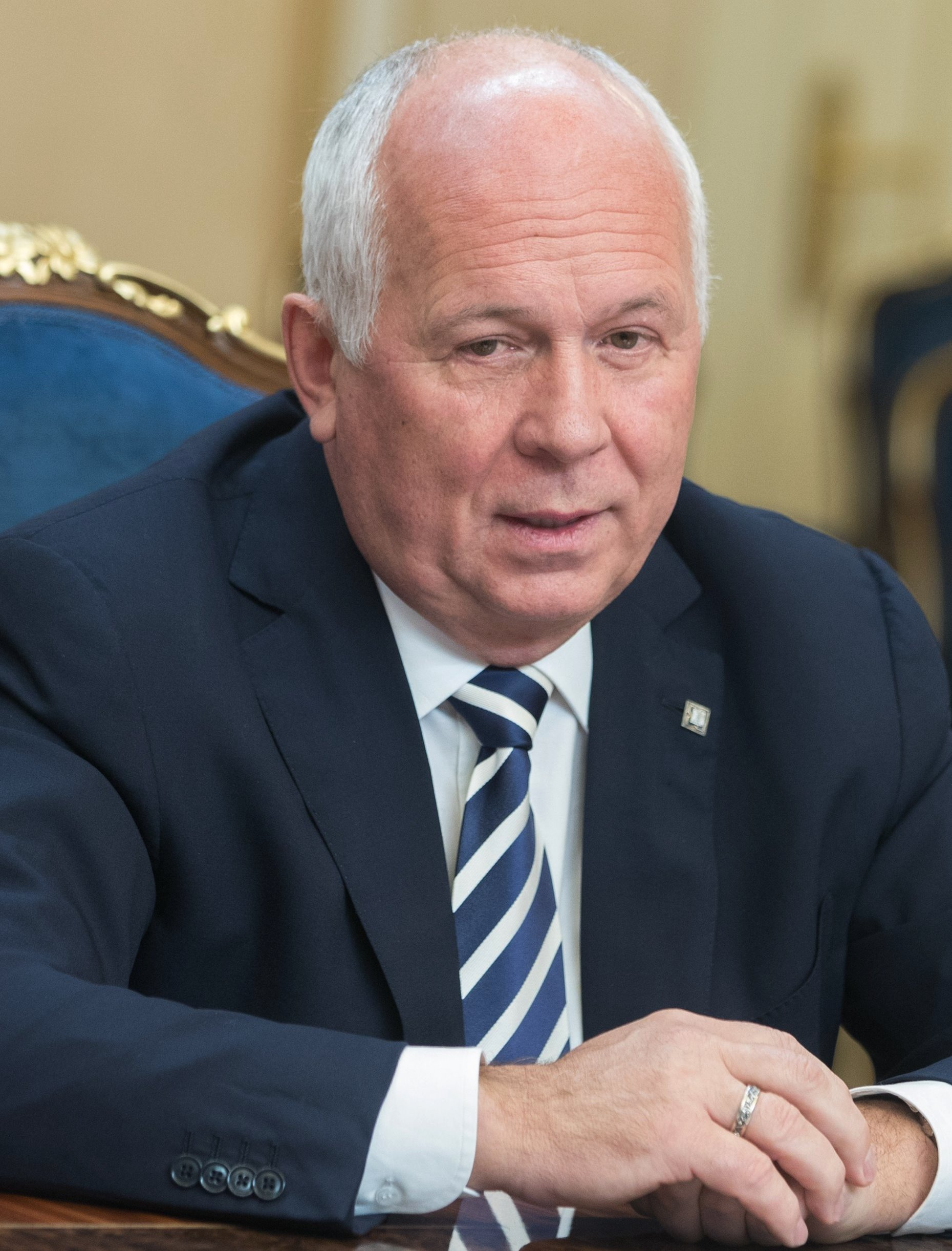
مدیر عامل شرکت رستک سرگئی چموزوف
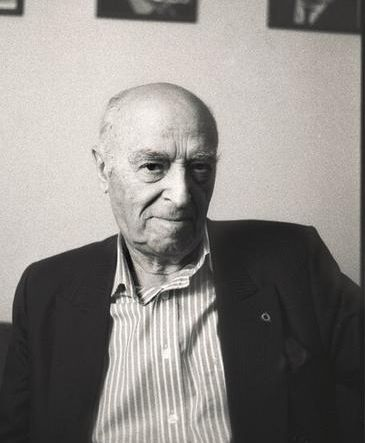
ولادیمیر اتوش بازیگر سینما و تئاتر
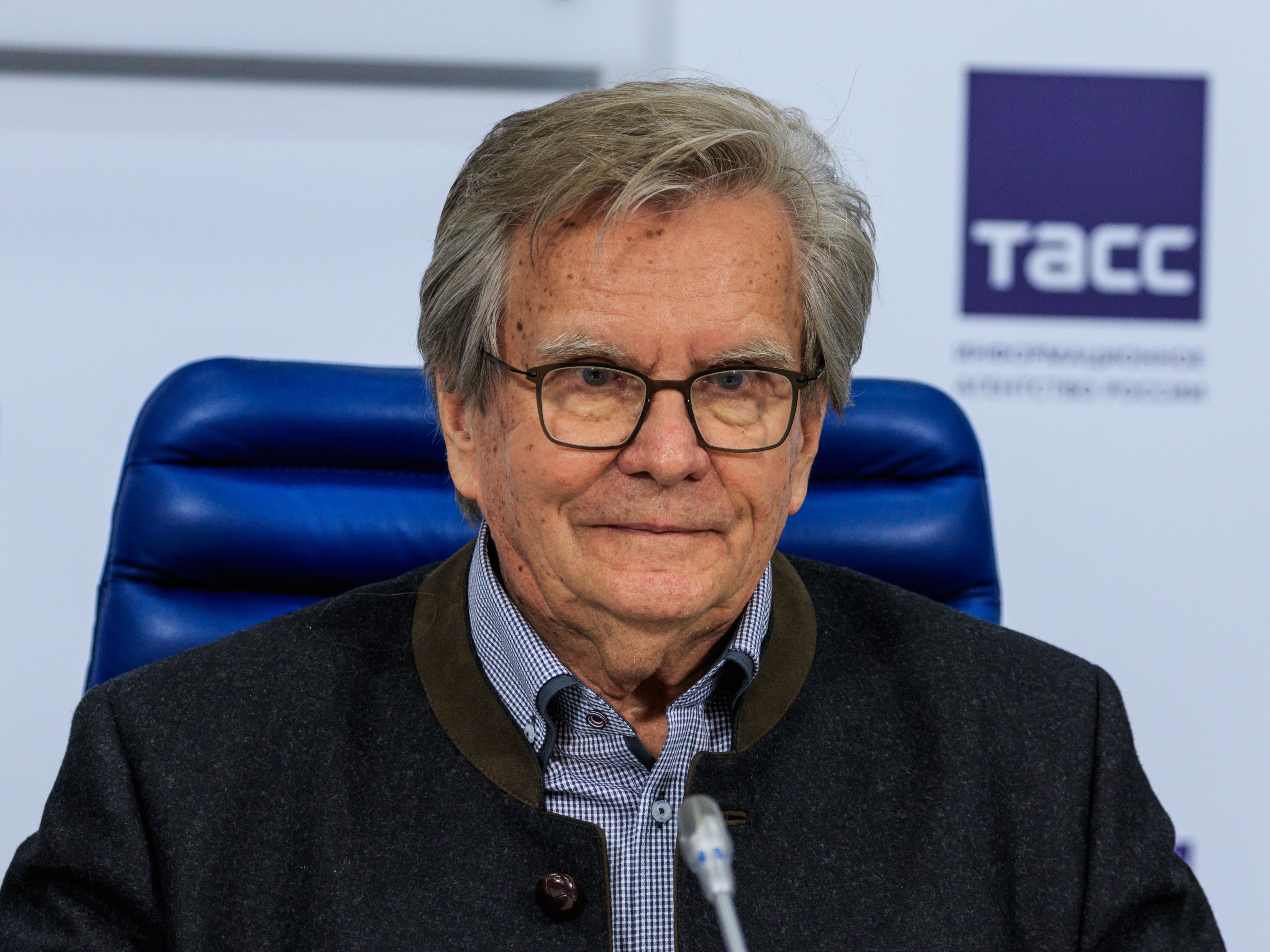
مجری ولادیمیر فدوسیف
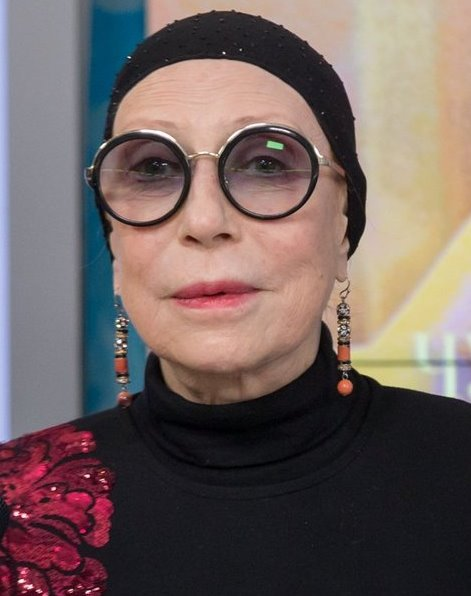
بازیگر سینما و تئاتر اینا چوریکووا
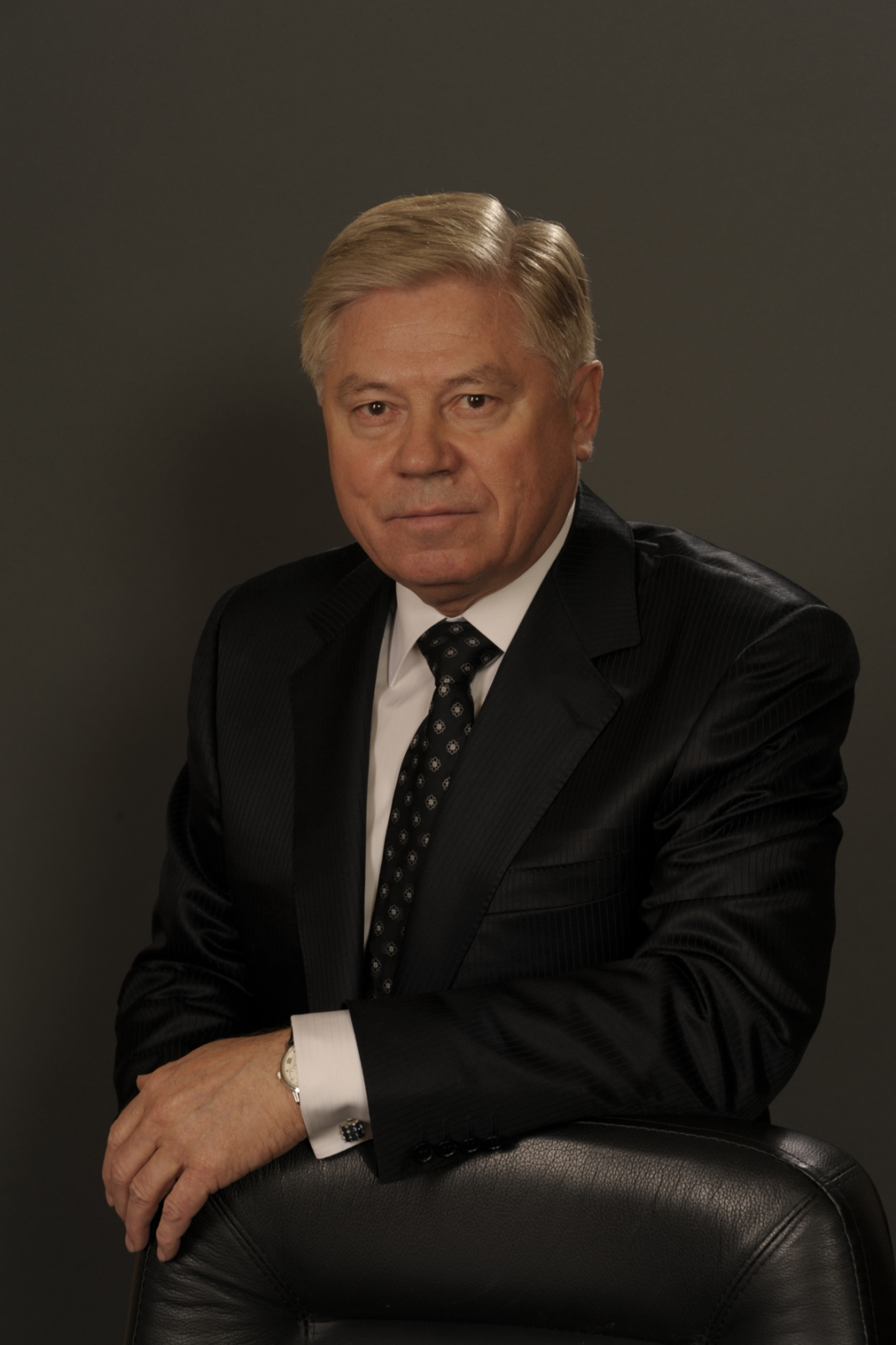
رئیس دیوان عالی کشور ویاچسلاو لبدف
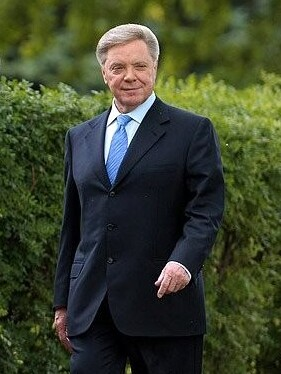
بوریس گروموف ، فرماندار پیشین استان مسکو